# Нелсон Маркуш
Нелсон Маркуш (повне ім'я Нелсон Аугушту Томар Маркуш, порт. Nélson Augusto Tomar Marcos; 10 червня 1983, Сал, Кабо-Верде) — португальський футболіст, захисник клубу АЕК.

## Клубна кар'єра
Нелсон починав професійну кар'єру в клубах нижчих португальських ліг «Вілановенсе» і «Салгейруш». Від 2004 року він грав за клуб найвищого дивізіону «Боавішта», 2005 року за 1,5 мільйона євро перейшов до «Бенфіки», в серпні 2008 року за 6 мільйонів євро перейшов до іспанського «Реал Бетіс».

## Міжнародна кар'єра
У грудні 2005 року Нельсон отримав португальське громадянство. Виступав за молодіжну збірну Португалії на чемпіонаті Європи серед молодіжних команд 2006, зіграв там 2 матчі.
31 березня 2009 року Нелсон зіграв перший і єдиний матч за головну збірну Португалії, у товариській грі проти Південної Африки.

## Статистика гравців
Станом на матч, що відбувся 16 травня 2018
| Клуб               | Сезон              | Ліга                      | Ліга | Ліга | Кубок | Кубок | Інші | Інші | Загалом | Загалом |
| Клуб               | Сезон              | Дивізіон                  | Ігри | Голи | Ігри  | Голи  | Ігри | Голи | Ігри    | Голи    |
| ------------------ | ------------------ | ------------------------- | ---- | ---- | ----- | ----- | ---- | ---- | ------- | ------- |
| Vilanovense        | 2000–2001          | Другий дивізіон           | 5    | 0    | 0     | 0     | —    | —    | 5       | 0       |
| Vilanovense        | 2001–2002          | Другий дивізіон           | 27   | 0    | 1     | 0     | —    | —    | 28      | 0       |
| Vilanovense        | Загалом            | Загалом                   | 32   | 0    | 1     | 0     | —    | —    | 33      | 0       |
| Салгейруш          | 2003–2004          | Сегунда-Ліга              | 27   | 2    | 3     | 0     | —    | —    | 30      | 2       |
| Боавішта           | 2004–2005          | Прімейра-Ліга             | 23   | 1    | 2     | 0     | —    | —    | 25      | 1       |
| Бенфіка            | 2005–2006          | Прімейра-Ліга             | 25   | 0    | 2     | 0     | 7    | 0    | 34      | 0       |
| Бенфіка            | 2006–2007          | Прімейра-Ліга             | 28   | 0    | 3     | 0     | 6    | 1    | 37      | 1       |
| Бенфіка            | 2007–2008          | Прімейра-Ліга             | 19   | 0    | 5     | 0     | 6    | 0    | 30      | 0       |
| Бенфіка            | Загалом            | Загалом                   | 72   | 0    | 10    | 0     | 19   | 1    | 101     | 1       |
| Бетіс              | 2008–2009          | Ла-Ліга                   | 35   | 0    | 1     | 0     | —    | —    | 36      | 0       |
| Бетіс              | 2009–2010          | Сегунда Дивізіон          | 22   | 0    | 1     | 0     | —    | —    | 23      | 0       |
| Бетіс              | 2011–2012          | Ла-Ліга                   | 14   | 1    | 1     | 0     | —    | —    | 15      | 1       |
| Бетіс              | 2012–2013          | Ла-Ліга                   | 10   | 0    | 0     | 0     | —    | —    | 10      | 0       |
| Бетіс              | Загалом            | Загалом                   | 81   | 1    | 3     | 0     | —    | —    | 84      | 1       |
| Осасуна (оренда)   | 2010–2011          | Ла-Ліга                   | 29   | 1    | 2     | 0     | —    | —    | 31      | 2       |
| Палермо            | 2012–2013          | Серія A (Італія)          | 8    | 1    | 0     | 0     | —    | —    | 8       | 1       |
| Альмерія (оренда)  | 2013–2014          | Ла-Ліга                   | 14   | 0    | 1     | 0     | —    | —    | 15      | 0       |
| Беленесеш          | 2014–2015          | Primeira Liga             | 27   | 0    | 6     | 0     | —    | —    | 33      | 0       |
| Алькоркон          | 2015–2016          | Сегунда Дивізіон          | 36   | 0    | 0     | 0     | —    | —    | 36      | 0       |
| Алькоркон          | 2016–2017          | Сегунда Дивізіон          | 19   | 0    | 7     | 0     | —    | —    | 26      | 0       |
| Алькоркон          | Загалом            | Загалом                   | 55   | 0    | 7     | 0     | —    | —    | 62      | 0       |
| АЕК Ларнака        | 2017–2018          | Чемпіонат Кіпру з футболу | 27   | 0    | 5     | 0     | 0    | 0    | 32      | 0       |
| Загалом за кар'єру | Загалом за кар'єру | Загалом за кар'єру        | 395  | 6    | 40    | 0     | 19   | 1    | 454     | 7       |

1. 1 2  Ігри в Лізі чемпіонів
2. ↑  Ігри в Лізі чемпіонів and Ліга Європи УЄФА